# Bandiganahalli, Kanakapura
Bandiganahalli là một làng thuộc tehsil Kanakapura, huyện Ramanagara, bang Karnataka, Ấn Độ.